# Olena Olefirenko
Olena Ivanivna Olefirenko (11 de abril de 1978) é uma remadora da Ucrânia. Nos Jogos Olímpicos de Verão de 2004, Olefirenko causou a perda da medalha de bronze de sua equipe ao ter o teste anti-doping positivo para etamivan. A medalha foi entregue à equipe australiana.